# Lygdamis von Naxos
Lygdamis (altgriechisch Λύγδαμις Lýgdamis) war ein Tyrann der griechischen Insel Naxos in der zweiten Hälfte des 6. Jahrhunderts v. Chr.
Er gehörte zum naxischen Adel und unterstützte Peisistratos bei dessen dritten Versuch, die Alleinherrschaft (Tyrannis) in Athen zu erobern (ca. 546 v. Chr.). Peisistratos eroberte darauf etwa im Jahr 538 v. Chr. Naxos und überließ es der Herrschaft des Lygdamis. Diese Position hatte Lygdamis wohl bis zum Jahr 524 v. Chr. inne, als er von einer spartanischen Expedition abgesetzt wurde, die gegen Polykrates von Samos vorging.